# Рынгач (Молдова)
Рынгач (рум. Rîngaci) — село в Единецком районе Молдавии. Наряду с сёлами Чепелеуць и Ванчикэуць входит в состав коммуны Чепелеуць.

## География
Село расположено на высоте 228 метров над уровнем моря.

## Население
По данным переписи населения 2004 года, в селе Рынгач проживает 225 человек (101 мужчина, 124 женщины).
Этнический состав села:
| Национальность | Число жителей | Процентный состав |
| -------------- | ------------- | ----------------- |
| украинцы       | 133           | 59.11             |
| молдаване      | 88            | 39.11             |
| русские        | 3             | 1.33              |
| румыны         | 1             | 0.44              |
| Всего          | 225           | 100%              |